# الانتخابات العامة الأردنية 1993
أُجريت انتخابات عامة في الأردن في 8 نوفمبر 1993، وهي الأولى التي سُمح للأحزاب السياسية بالترشح فيها منذ عام 1956.   

## الخلفية
في أكتوبر 1992، أضفيت الشرعية على الأحزاب السياسية في الأردن لأول مرة منذ عام 1956.  

## النظام الانتخابي
أجريت الانتخابات باستخدام نظام الصوت الواحد غير القابل للتحويل ، حيث يدلي كل ناخب بصوت واحد لانتخاب مرشحٍ واحد في الدائرة الانتخابية المكونة من عدة أعضاء.

## النتائج
شارك في الانتخابات عدد قياسي من الناخبين،  حيث أدلى أكثر من 800 ألف ناخب بأصواتهم في حوالي 2900 مركز اقتراع.  
وفاز المستقلون بـ60 مقعداً من أصل 80 مقعداً، مع بروز جبهة العمل الإسلامي بصفتها أكبر حزب، حيث حصلت على 17 مقعداً. بلغت نسبة المشاركة في التصويت 55%.
| الحزب                           | الحزب                               | الأصوات   | %     | المقاعد |
| ------------------------------- | ----------------------------------- | --------- | ----- | ------- |
|                                 | جبهة العمل الإسلامي (الأردن)        |           |       | 17      |
|                                 | حزب الشعب الديمقراطي الأردني        |           |       | 1       |
|                                 | حزب البعث العربي الاشتراكي (الأردن) |           |       | 1       |
|                                 | الحزب الاشتراكي الديمقراطي الأردني  |           |       | 1       |
|                                 | المستقلون                           |           |       | 60      |
| المجموع                         | المجموع                             |           |       | 80      |
|                                 |                                     |           |       |         |
| مجموع الأصوات                   | مجموع الأصوات                       | 822٬295   | –     |         |
| الناخبين المسجلين ومعدل الإقبال | الناخبين المسجلين ومعدل الإقبال     | 1٬501٬279 | 54.77 |         |
| المصدر: Nohlen et al.           |                                     |           |       |         |